# Preševo
Preševo (Servisch: Прешево; Albanees: Preshevë, bepaalde vorm Presheva) is een gemeente in het Servische district Pčinja. De gemeente telde 34.904 inwoners (2002) en heeft een oppervlakte van 264 km², wat neerkomt op een bevolkingsdichtheid van 132,2 inwoners per km².
Preševo is het culturele centrum van de Albanezen in Servië. In 2002 bestond ruim 89% van de bevolking uit etnische Albanezen.

## Bevolking
Volgens de meest betrouwbare volkstelling van 2002 had de stad Preševo een bevolking van 13.426 mensen, terwijl de gemeente 34.904 inwoners had. De recentere volkstelling van 2011 is minder betrouwbaar vanwege de boycot door de etnische Albanese gemeenschappen in het zuiden van Servië. In 2011 werden er slechts 3.080 personen in de gemeente geregistreerd.

### Etniciteit
Albanezen vormden met 89% de overgrote meerderheid van de bevolking van de Preševo. Verder werden er kleinere aantallen Serviërs (9%), Roma (1%) en andere etnische groepen geregistreerd.

### Religie
In 2002 was 87% van de bevolking islamitisch, met name van soennitische strekking. Ongeveer 9% van de bevolking was lid van de Servisch-Orthodoxe Kerk, nagenoeg uitsluitend allemaal etnische Serviërs.

## Geboren
- Fidan Aliti - Zwitsers voetballer